# Anh hùng Ukraina
Anh hùng Ukraina (tiếng Ukraine: Герой України), là danh hiệu vinh dự cao quý nhất của nhà nước Ukraina.
Danh hiệu này có thể được Tổng thống Ukraina phong tặng cho một công dân cá nhân. Danh hiệu được Tổng thống Leonid Kuchma đưa ra vào năm 1998 và tính đến ngày 11 tháng 4 năm 2022, tổng số giải thưởng là 612. Danh hiệu được trao cho hai người nhận lệnh khác nhau: Huân chương dân sự của Nhà nước và Huân chương Quân đội Sao Vàng. Người nước ngoài đầu tiên được trao giải là Mikhail Zhyzneuski người Belarus vào tháng 6 năm 2017.

## Lịch sử
Nguồn gốc của giải thưởng "Anh hùng Ukraina" có thể được bắt nguồn từ giải thưởng Anh hùng Liên Xô (thiết lập ngày 16 tháng 4 năm 1934) và Anh hùng lao động xã hội chủ nghĩa (ngày 27 tháng 12 năm 1938), huân chương cao quý nhất được thiết lập tại Liên bang Xô viết, trong đó Ukraina là một nước  cộng hòa thành viên. Hầu hết những người nhận được danh hiệu trước đây đã nhận được nó vì hành động quân sự anh dũng (với các phi hành gia Liên Xô là một ngoại lệ đáng chú ý), trong khi những người được trao danh hiệu sau được công nhận vì những đóng góp của họ cho kinh tế và văn hóa. Các giải thưởng có thể được trao cho cùng một cá nhân nhiều lần và chỉ Đoàn Chủ tịch Xô viết Tối cao Liên Xô mới có thể tước đoạt giải thưởng một khi đã được trao. Sau khi Liên Xô tan rã vào năm 1991, các giải thưởng tương tự đã được tạo ra ở các quốc gia độc lập, bao gồm cả Ukraina.